# Brøndby Strand Kirke
Brøndby Strand Kirke blev indviet 1. søndag i advent, d. 2. december 1984. Kirken er tegnet af arkitekt Jørgen Blytmann.
Kirken har et koncertklokkespil, der kan betjenes både manuelt og elektronisk. Klokkespillet spiller dagligt pr. automatik, ligesom der jævnligt spilles manuelt. Repertoiret er bredt og strækker sig ofte ud over salmebogens indhold.
- Fronten af kirken (set sydfra)
- Vestsiden

- Klokkespil
- Østsiden

## Eksterne kilder og henvisninger
- Brøndby Strand Kirke hos KortTilKirken.dk

1. ↑  Kirkerummet | Brøndby Strand Kirke